# قواعد اللغة الدنماركية
| الدنماركية - Dansk                 |
| ---------------------------------- |
| اللغه الدنماركية Dansk Sprog       |
| القواعد الدنماركية Dansk grammatik |
| الأدب الدنماركي Dansk litteratur   |
| الأبجدية الدنماركية Danske Alfabet |

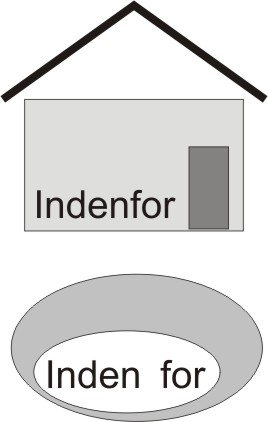
فهم استخدام 'INDENFOR' و 'INDEN FOR' في اللغة الدنماركية: تمييز بين المفاهيم المكانية في النحو الدنماركي

قواعد اللغة الدنماركية (بالدنماركية:Dansk grammatik) هي دراسة النظام اللغوي والقواعد النحوية والصرفية في اللغة الدنماركية.

## الأسماء
تنقسم الأسماء في اللغة الدنماركية إلى نوعين:
- مشتركة (Fælleskøn - Common)
- محايدة (Intetkøn - Neuter)

في الأسماء المشتركة نستخدم en وفي الأسماء المحايدة نستخدم et على النحو التالي
- en pige (بنت)
- et hus (بيت)

ولجعل الاسم معرفة تلحق الـ en و et إلى نهاية الكلمة:
- Pigen (البنت)
- Huset (البيت)

وعلى الرغم من تقسيم الأسماء إلى مشتركة ومحايدة إلا أنه لا توجد قاعدة للتمييز ما بين الأسماء المشتركة والمحايدة.
| نوع الاسم | مفرد                             | مفرد                        | جمع                        | جمع                                | المعنى                             |
| نوع الاسم | نكرة                             | معرفة                       | نكرة                       | معرفة                              | المعنى                             |
| --------- | -------------------------------- | --------------------------- | -------------------------- | ---------------------------------- | ---------------------------------- |
| المشتركة  | en dreng en sag en kvinde en ske | drengen sagen kvinden skeen | drenge sager kvinder skeer | drengene sagerne kvinderne skeerne | "ولد" "قضية" "امرآة" "ملعقة"       |
| المحايدة  | et fængsel et æble et lyn        | fængslet æblet lynet        | fængsler æbler lyn         | fængslerne æblerne lynene          | "سجن" "تفاحة" "flash of lightning" |